# Panteón Español

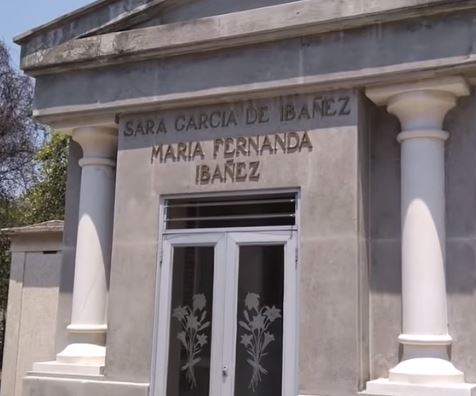
Mausoleo de Sara García y su hija María Fernanda Ibáñez dentro del panteón, fotografiado en 2019.

El Panteón Español de México es un cementerio ubicado en la Ciudad de México, con un estilo que combina elementos góticos y neoclásicos.  En la actualidad, alberga las sepulturas de diversas personalidades, tanto mexicanas como extranjeras. Fue adquirido en 1883 como parte del Hospital Español, destinado a la asistencia de ancianos e inválidos de escasos recursos, y su uso fue especialmente dirigido a la comunidad de origen español en la capital.
Su inauguración tuvo lugar en diciembre de 1886 por Carmen Romero Rubio, esposa de Porfirio Díaz. El cementerio se extiende sobre un terreno de 100 hectáreas, que anteriormente formaba parte de la Hacienda «El Blanco y el Prieto», propiedad de D. Manuel Vicente Vidal.

## Sepulcros notables

### A
- Carlos Abascal Carranza (1949-2008), abogado y político[5]
- Alejandro Aguilar Reyes (1902-1961), periodista y cronista deportivo[6]
- José Almoina (1903-1960), escritor y político español[7]
- Rafael Altamira (1866-1951), humanista, historiador, pedagogo, jurista, crítico literario y escritor español[8]
- Aureliano Álvarez-Coque (1877-1950), militar español[9]
- Félix Aramburuzabala (1886-1972), empresario español[10]
- Carlos Arruza (1920-1966), torero[11]
- Max Aub (1903-1972), escritor español[12][13]
- Emilio Azcárraga Vidaurreta (1895-1972), empresario y magnate de las telecomunicaciones[14]

### B
- Salvador Bartolozzi (1882-1950), escritor, historietista e ilustrador español[15]
- Leopoldo Batres (1852-1926), arqueólogo[16]
- Antonio Beltrán Casaña (1897-1960), político y militar español[17]
- Fernando Benítez (1912-2000), periodista, escritor, editor e historiador[18]
- Perpetua Barjau Martín (1902-1991), modista y maestra española; esposa de Max Aub[13]

### C
- Francisco Cabañas (1912-2002), boxeador[19]
- Blas Cabrera (1878-1945), físico español[20]
- Cantinflas (1911-1993), actor y comediante[21]
- Alberto María Carreño (1875-1962), escritor, historiador, catedrático y académico[22]

### D
- Antonio de la Barrera (1884-1959), diputado constituyente.[23]
- José de León Toral (1900-1929), cristero[24]
- Jesús Díaz de León (1851-1919),  médico, político, historiador, traductor, catedrático, antropólogo, etnólogo, filólogo, lingüista y académico[25]
- Enrique Díez Canedo (1879-1944),  poeta, traductor y crítico literario español[9]
- Pablo Díez Fernández (1884-1972),  empresario español[26]

### G
- Sara García (1892-1980) actriz[27]
- Margarita Viridiana García Frade Banquells (1985-1987), hija de la actriz Sylvia Pasquel[28]
- José María González de Mendoza (1893-1967),  escritor, traductor, diplomático y académico español[29]
- Luis González Obregón (1865-1938), escritor, bibliófilo, cronista e historiador[30]
- María Grever (1885-1951), compositora[31]

### I
- María Fernanda Ibáñez (1920-1940), actriz[32]
- Valentina Ivanova (1915-1966), actriz rusa[33]

### M
- José María Maytorena (1867-1948), militar y político[34]

### O
- Alejandro Otero Fernández (1888-1953), médico, catedrático y político español[35]

### P
- Miguel Palomar y Vizcarra (1880-1968),  abogado, orador y escritor[36]
- Artur Perucho Badia (1902-1956), periodista, escritor y político español[37]
- Román Piña Chan (1920-2001), arqueólogo y antropólogo[38]
- Pedro Plascencia Salinas (1956-1994), pianista y compositor[39]

### R
- Pedro Rodríguez de la Vega (1940-1971), piloto de automovilismo[40]
- Ricardo Rodríguez de la Vega (1942-1962), piloto de automovilismo[40]
- Mariano Ruiz-Funes (1889-1953), penalista y político español[41]

### S
- Carmen Salinas (1939-2021), actriz y comediante[42]
- Hugo Sánchez Portugal (1984-2014), futbolista[43]
- Moisés Solana Arciniega (1935-1969), piloto de automovilismo[44]
- Paco Stanley (1942-1999), comediante y presentador de televisión[45]

### T
- Cárolina Troncoso Terrez (1875-1920), monja y figura religiosa del folclore mexicano[46][47]
- Emilio Tuero (1912-1971), actor español[48]

### V
- Fabián Vidal (1883-1948), periodista y político español[9]